# 青夏 きみに恋した30日
『青夏 きみに恋した30日』（あおなつ きみにこいしたさんじゅうにち）は、2018年の日本の恋愛映画。南波あつこの漫画『青夏 Ao-Natsu』（あおなつ）を原作に、葵わかな・佐野勇斗のW主演、古澤健監督で実写映画化した。
青夏という言葉には「青春よりも、もっと青くて熱い」という意味が込められている。

## ストーリー
運命の恋に憧れる女子高生・船見理緒は、夏休みを田舎で過ごすことになり、そこで知り合った泉吟蔵に恋をする。しかし理緒は「住む世界が違う」と言われて吟蔵にあっさりフラれてしまう。そこへ理緒を想う菅野祐真が東京からやってきて理緒に告白する。吟蔵と祐真の間で心が揺れ動く理緒、そんな理緒に実は心が惹かれていた吟蔵。豊かな自然の中でバーベキュー、川遊び、花火大会など夏の風物詩を2人で楽しみながら、夏限定の恋が動き出す。

## キャスト

### 東京の人々
船見理緒
演 - 葵わかな
運命の恋に憧れる素直で元気な今時の高校1年生。
菅野祐真
演 - 岐州 匠
合コンで出会った理緒に思いを寄せる高校生。
桜田あや
演 - 久間田琳加
理緒の同級生で親友。
浅島タカヤ
演 - 志村玲於（SUPER★DRAGON）
祐真の同級生。
船見颯太
演 - 南出凌嘉
理緒の弟で理緒とは仲良し。私立中学1年生で聡明。
船見奈緒
演 - 霧島れいか
理緒の母。ウェブデザイナーをしている。

### 上湖村の人々
泉吟蔵
演 - 佐野勇斗（M!LK）
クールなイケメン高校3年生。ぶっきらぼうに見えて実は優しい。実家は酒屋「泉屋」。デザイナーになるという夢を持っている。
大鳥万里香
演 - 古畑星夏
吟蔵の幼なじみで実は好意を抱いている。20歳。実家は大鳥百貨店。
皆見ナミオ
演 - 水石亜飛夢
吟蔵の同級生。
永村さつき
演 - 秋田汐梨
吟蔵の同級生。
成瀬美緒
演 - 白川和子
理緒の祖母。そば屋を営む。
泉醸二
演 - 橋本じゅん
吟蔵の父。奈緒が初恋の人。「ジョニー」と名乗り、オヤジバンドを組んでいる。

### その他
上湖村に来た女性
演 - 愛美（友情出演）
美緒が営むそば屋に立ち寄った、都会出身の女性客。
上湖村に来た男性
演 - 佐藤寛太（友情出演）
吟蔵の実家の酒屋に立ち寄った、都会出身の青年。

## スタッフ
- 原作 - 南波あつこ『青夏 Ao-Natsu』（講談社「別冊フレンド」刊）[4]
- 監督 - 古澤健[4]
- 脚本 - 持地佑季子
- 音楽 - 得田真裕[4]
- 企画プロデュース - 平野隆
- エグゼクティブプロデューサー - 源生哲雄
- プロデューサー - 辻本珠子、坂部康二
- 共同プロデューサー - 片山悠樹、小野原正大、片倉洋樹、宮阪直樹
- ラインプロデューサー - 島根淳
- 宣伝プロデューサー - 筧万弥子
- 撮影 - 小宮山充
- 照明 - 保坂温
- 録音 - 高野泰雄
- 美術 - 黒瀧きみえ
- 装飾 - 石渡由美
- VFXスーパーバイザー - 菅原悦史
- 編集 - 松竹利郎
- 音響効果 - 小島彩
- スタイリスト - 纐纈春樹
- 衣装 - 木谷真唯
- ヘアメイク - 澤田久美子
- 助監督 - 松尾崇
- 制作担当 - 百々勲
- 協賛 - クリエイト、ブシロード、ロッテ
- 配給 - 松竹
- 制作プロダクション - 東北新社
- 製作 - 映画「青夏」製作委員会（TBSテレビ、松竹、TCエンタテインメント、プロシード、毎日放送、CBCテレビ、電通、Universal Music、GYAO、毎日新聞社、講談社、北海道放送、東北放送、静岡放送、山陽放送、中国放送、RKB毎日放送、イオンエンターテイメント）

## 音楽
主題歌
- Mrs. GREEN APPLE「青と夏」（ユニバーサルミュージック / EMI Records）

挿入歌
- Mrs. GREEN APPLE「点描の唄 (feat. 井上苑子)」（ユニバーサルミュージック / EMI Records）
- THE BLUE HEARTS「情熱の薔薇」

「ジョニーライブ」で醸二らオヤジバンドが演奏。

## ロケ地
多くのシーンは三重県の伊勢志摩地方（鳥羽市、志摩市、度会郡南伊勢町・度会町・大紀町）、特に南伊勢町を中心に2018年4月から5月にかけて撮影された。「自然豊かな田舎」と「夏らしさ」の2点から南伊勢がロケ地に選定された。佐野勇斗は期間中、撮影のない日以外はほぼ三重に滞在していたことを明かしている。またタイアップCMも同じロケ地・スタッフ・キャストで撮影が行われた。2018年7月21日から22日には映画の宣伝と観光誘客を兼ねて大阪・毎日放送M館にて「映画『青夏』×伊勢志摩ロケ地まつり」を伊勢志摩フィルムコミッションの主催で開催した。また映画封切後、伊勢志摩フィルムコミッションはロケ地マップを作成・配布した。
- 吟蔵と理緒の出会いの地 - バス転回場（南伊勢町切原）
- 吟蔵が理緒に教えた小川 - 小萩川（度会町小萩）
- 湖を見た場所 - 鵜倉園地たちばな展望台（南伊勢町道行竈）
- 隣町の祭り会場・花火会場 - 大王崎（志摩市大王町波切）
- 大鳥百貨店（万里香の実家） - 梅谷百貨店（大紀町阿曽）
- 夕暮れの海岸 - 船越海岸（南伊勢町船越）
- 願いが叶う滝 - 東宮不動の滝（南伊勢町東宮）
- 上湖高校 - 三重県立南伊勢高等学校南勢校舎（南伊勢町船越）
- 上湖祭会場 - 一之瀬神社・旧一之瀬小学校（度会町脇出）
- 加茂駅 - 近鉄加茂駅（鳥羽市岩倉町）
- 泉屋酒店（吟蔵の実家）、成瀬屋（美緒のそば屋） - 南伊勢町内（詳細な場所は非公開）[13]

一部のシーンは栃木県佐野市でも撮影が行われた。

## 関連商品
| 小説                                                    | 小説                 | 小説          | 小説                |
| タイトル                                                | 発売元               | 発売日        | ISBN                |
| ------------------------------------------------------- | -------------------- | ------------- | ------------------- |
| 小説 映画 青夏 きみに恋した30日                         | 講談社KK文庫         | 2018年7月6日  | ISBN 978-4065119693 |
| 小説 映画 青夏 きみに恋した30日                         | 講談社単行本         | 2019年2月27日 | ISBN 978-4065119709 |
| 音楽ソフト                                              |                      |               |                     |
| タイトル                                                | レーベル             | 発売元        | 規格品番            |
| 映画 青夏 きみに恋した30日 オリジナル・サウンドトラック | Anchor Records       | 2018年7月25日 | UZCL-2138           |
| 映像ソフト                                              |                      |               |                     |
| タイトル                                                | 発売元               | 発売日        | 規格品番            |
| 青夏 きみに恋した30日 豪華版DVD                         | TCエンタテインメント | 2019年1月11日 | TCED-4270           |
| 青夏 きみに恋した30日 通常版DVD                         | TCエンタテインメント | 2019年1月11日 | TCED-4271           |
| 青夏 きみに恋した30日 豪華版Blu-ray                     | TCエンタテインメント | 2019年1月11日 | TCBD-0779           |

## タイアップ
『バンドリ! ガールズバンドパーティ!』、『Createバイト』、『モナ王』とのタイアップCMが制作され、葵わかなと佐野勇斗がそれぞれ理緒と吟蔵役で出演した。このタイアップを縁に、『バンドリ!』で戸山香澄の声優を務める愛美が映画に友情出演した。